# Kontur
Kontur – regularna, dodatnio zorientowana krzywa Jordana.
W geografii i kartografii określa się tą nazwą granicę zasięgu (linia wyznaczająca zasięg terytorialny) danego państwa (g. polityczna) obiektu lub powierzchni (g. administracyjna) jednostki administracyjnej, np. granica województwa, powiatu, gminy, miasta wydzielonego lub rezerwatu, lasu, łąki, ogrodzenia itp., wewnątrz którego na mapie rozmieszcza się znaki lub barwę.